# Oligia vulnerata
Oligia vulnerata är en fjärilsart som beskrevs av Butler 1878. Oligia vulnerata ingår i släktet Oligia och familjen nattflyn. Inga underarter finns listade i Catalogue of Life.